# Becca (ca sĩ người Ghana)
Rebecca Akosua Acheampomaa Acheampong (sinh ngày 15 tháng 8 năm 1984), được biết đến với nghệ danh là Becca, là một ca sĩ, nhạc sĩ và diễn viên người Ghana. Cô là một thí sinh vào mùa thứ hai của cuộc thi hát hàng năm của TV3, có tên là Mentor. Album phòng thu đầu tiên của cô, Sugar, được phát hành năm 2007; nó đã giành được năm đề cử tại Giải thưởng Âm nhạc Ghana năm 2008. Đĩa đơn dẫn đầu của album, "You Lied to Me", đã giành được kỷ lục của năm tại chương trình trao giải nói trên. Becca phát hành album phòng thu thứ hai của mình, Time 4 Me, vào ngày 16 tháng 5 năm 2013. Nó có sự xuất hiện của khách mời từ 2face Idibia, M.I, King Ayisoba, Trigmatic, Jay Storm, Akwaboah. Album được chứng nhận trạng thái bạch kim hai lần bởi ngành công nghiệp thu âm của Ghana. Giải thưởng mà Becca đã từng đạt được bao gồm một giải thưởng Kora, một giải thưởng thanh thiếu niên quốc gia, bốn giải thưởng âm nhạc Ghana và ba giải thưởng âm nhạc truyền hình 4Syte. Vào năm 2013, cô đã dẫn đầu buổi hòa nhạc Girl Talk hàng năm, bắt đầu vào năm 2011. Becca được xếp hạng 94 trong danh sách 100 người có ảnh hưởng nhất ở Ghana theo E.tv Ghana vào năm 2013.

## Cuộc đời và sự nghiệp
Rebecca Acheampong, cô gái đầu tiên và là người con thứ năm trong gia đình chín người con, sinh ra ở Kumasi. Cô lớn lên trong một gia đình theo đạo Kitô giáo. Trong quá trình lớn lên, Becca rất năng động trong các hoạt động của nhà thờ và trường học. Cô đã quan tâm đến việc thể hiện sự khéo léo của mình trong các chương trình tài năng được tổ chức tại trường của cô. Cô đã tham gia học tập tại trường Morning Star và trường trung học dành cho nữ sinh Wesley. Sau đó cô học ở Cao đẳng Croydon. Sau khi tốt nghiệp Cao đẳng Croydon, cô đã trở thành một nhân viên chăm sóc trẻ em và làm công việc trong lĩnh vực giáo dục. Becca chuyển đến Ghana sau khi sống ở nước ngoài trong nhiều năm. Kiki Banson đã ký hợp đồng với hãng thu âm của cô, hãng thu âm EKB.